# Карабалина, Назгуль Адиетовна
Назгуль Адиетовна Карабалина (27 сентября 1977 г.род Акжаикский район, Западно-Казахстанская область, Казахская ССР) — казахская актриса

 кино и театра. Лауреат государственной премии «Дарын» (2010). Лауреат независимой премии «Платиновый Тарлан» (2002).

## Биография
- Назгуль Карабалина родилась в с. Шолохова Акжаиыкского района Уральской области.
- 1993 — 1997 гг. окончила музыкальное училище им Курмангазы в городе Уральск.
- В 1997 — 2000 гг. училась в Казахской Национальной Академии Искусств  им. Т. Жургенова
- в 2000 г. прошла дипломную практику в Кустанайском областном театре драмы.
- С 2001 года актриса Казахского государственного академического театра драмы имени М. О. Ауэзова

## Основные роли на сцене
Казахский государственный академический театр драмы имени М. О. Ауэзова
- Из казахской классики и современной драматургии:
- Шолпан в спектакле "Айман - Шолпан" М. Ауэзова,
- Ажар в "Абае" (реж. Е. Обаев), Баян в "Козы Корпеш - Баян сулу" Г. Мусрепова (реж. К. Сугурбеков)
- Батис в "Светлой любви" С. Муканова (реж. А. Рахимов)
- Ангел в спектакле "Поэт... Ангел... Любовь..." А. Тарази (реж. А. Рахимов)
- Изольда в "Цыганской серенаде" И. Сапарбая (реж.Е. Обаев)
- Айжана в "Прощании со старым домом" Т. Нурмаганбетова (реж. Е. Обаев)
- Красавица в спектакле "Красавица и художник" Т. Ахметжана (реж. Жакыпбай, Нурканат)
- Гульжан в "Восхождении в Фудзияму" К. Мухамеджанова и Ч. Айтматова
- Айгерим в реквиеме "Есть ли яд не испитый мной?" И. Гайыпа (реж. О. Кенебаев)
- Нарышкина в "Одержимом" Д. Исабекова (реж. Е. Обаев) и др.
- Из мировой классики и современной драматургии:
- Инкен в спектакле "Перед заходом солнца" Г. Гауптмана (реж. Р. Андриасян),
- Мехменебану в сп. "Фархад - Шырын" Н. Хикмета (реж. А. Ашимов)
- Невестка в "Лавине" Т. Жуженоглу (реж. А. Какишева)
- Оксана в спектакле "Продайте мужа" ("Хочу вашего мужа") М. Задорнова (реж. О. Кенебаев)
- Мариям в "Преступлении" М. Байджиева (реж. О. Сарсенбек)
- Маша в "Трех сестрах" А. Чехова (перевод .А. Бопежановой, реж. Р. Андриасян, А. Какишева) и др.
- Спектакль "Поэма о любви" выиграла гран-при в театральном фестивале в Корее и Турции, спектакль "Красавица и художник" завоевала гран-при в международном театральном фестивале театров Средней Азии и Казахстана.

## Кинороли
- Сайра в фильме "Дуние жарык", невестка в фильме "Лоскутное одеяло", Айгуль в фильме "Сердце утки", Амазонка в "Махамбете", Аким в фильме "Ауылым-әнім", Сая в телесериале "Ангел" и Карай в российском фильме "Дорога в Мангазию"   и Нәзік в телесериале "Инелік"

## Награды
- Многократный призер традиционного театрального фестиваля "Театральная весна";
- 2002 — Лауреат независимой премии «Платиновый Тарлан»;[1]
- 2010 — Лауреат государственной премии «Дарын»;[2]
- 2016 — Орден Курмет;
- 2016 — Медаль «25 лет независимости Республики Казахстан»;
- 2021 — Медаль «30 лет независимости Республики Казахстан»;

## Семья
Замужем. Супруг — Азамат Сатыбалды (род. 1977) казахский актёр кино и театра. Заслуженный деятель Республики Казахстан.
Имеет 1 сына.